# L'Auberge rouge (1923)
L'Auberge rouge is een Franse dramafilm uit 1923 van Jean Epstein. De film is gebaseerd op de gelijknamige roman van Honoré de Balzac uit 1831.

## Verhaal
Tijdens een onweersbui in 1799 zien twee jonge artsen, Prosper Magnan en Frédéric Taillefer, zich genoodzaakt te verblijven in een herberg. Door een gebrek aan plaats moeten ze hun kamer delen met een Nederlands diamantair. Prosper berooft de diamantair in zijn slaap maar wanneer hij de volgende ochtend ontwaakt blijkt de diamantair te zijn vermoord en Frédéric te zijn verdwenen. De politie vindt de gestolen goederen terug bij Prosper waarna hij wordt gearresteerd en geëxecuteerd. De dochter van de herbergier vertelt het verhaal 26 jaar later aan de rijke koopman Herman, die het op zijn beurt vertelt tijdens een diner van een Parijse bankier. Deze organiseerde het diner voor zijn zoon André en zijn verloofde Victorine, die wordt vergezeld door haar oom, diezelfde Frédéric Taillefer.

## Rolverdeling
| Acteur              | Personage                 |
| ------------------- | ------------------------- |
| Léon Mathot         | Prosper Magnan            |
| Gina Manès          | dochter van de herbergier |
| Jean-David Évremond | Frédéric Taillefer        |
| Pierre Hot          | herbergier                |
| Jacques Christiany  | André                     |
| Robert Tourneur     | Herman                    |
| Clairette de Savoye | vrouw van de herbergier   |
| Thomy Bourdelle     | diamantair                |